# 皮兰
皮蘭（斯洛維尼亞語發音：[piˈɾáːn] ⓘ，[piˈraːno]），是斯洛維尼亞西南隅皮蘭市鎮的城镇及行政中心。面亞得里亞海的皮蘭灣。南部接克羅埃西亞國界，北部則和義大利的海域相接鄰。
皮蘭是斯洛維尼亞重要的觀光城市，其巷弄間獨特的風情吸引不少觀光客前來；此外，作曲家塔替尼也在此出生，皮蘭中心的塔替尼廣場，即是以他的名字命名。官方場合上，併用斯洛維尼亞語和義大利語兩種語文。

## 姊妹都市
- 印地安納波利斯（美國）
- 奥赫里德（北馬其頓）

## 圖集

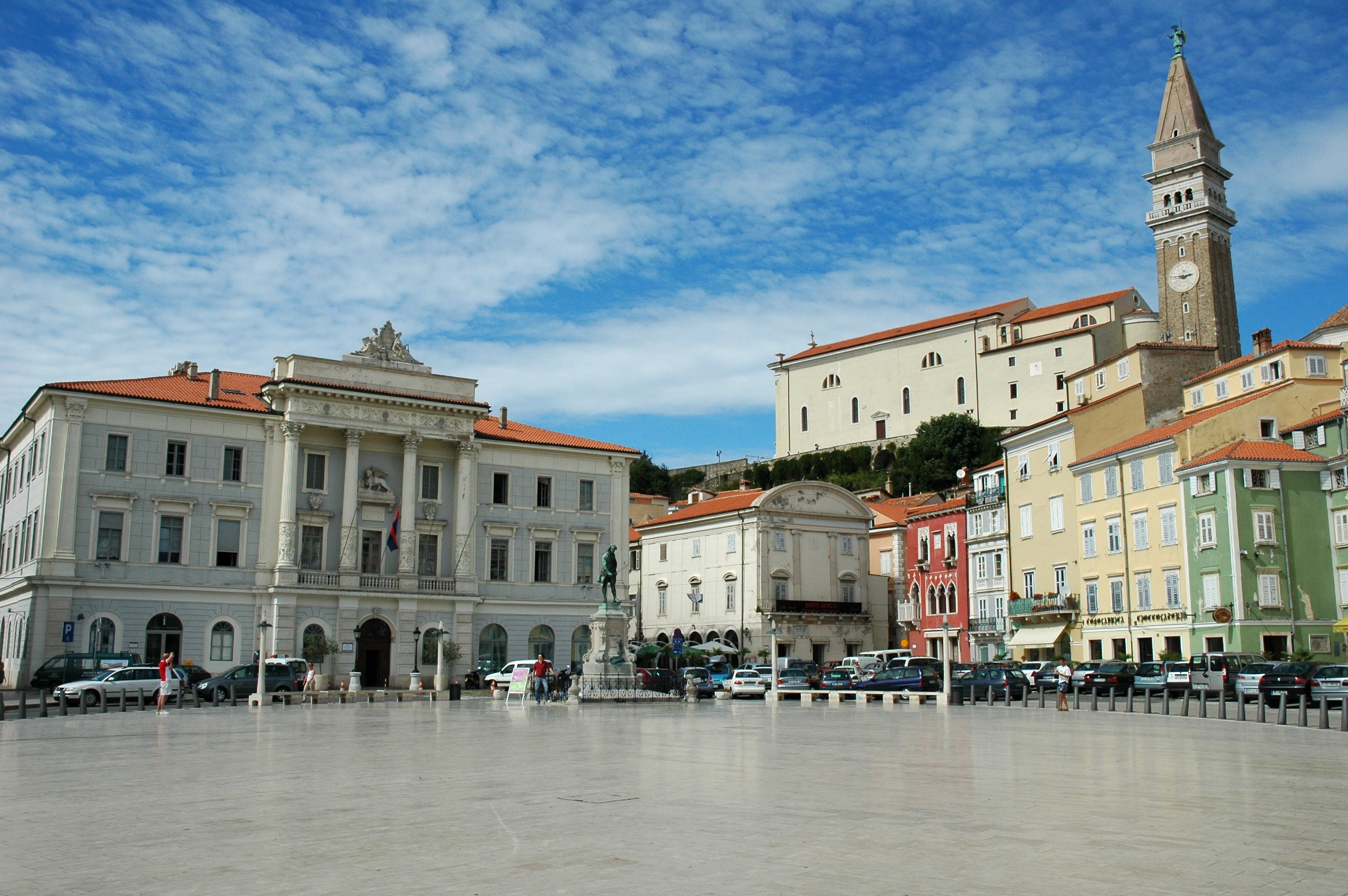
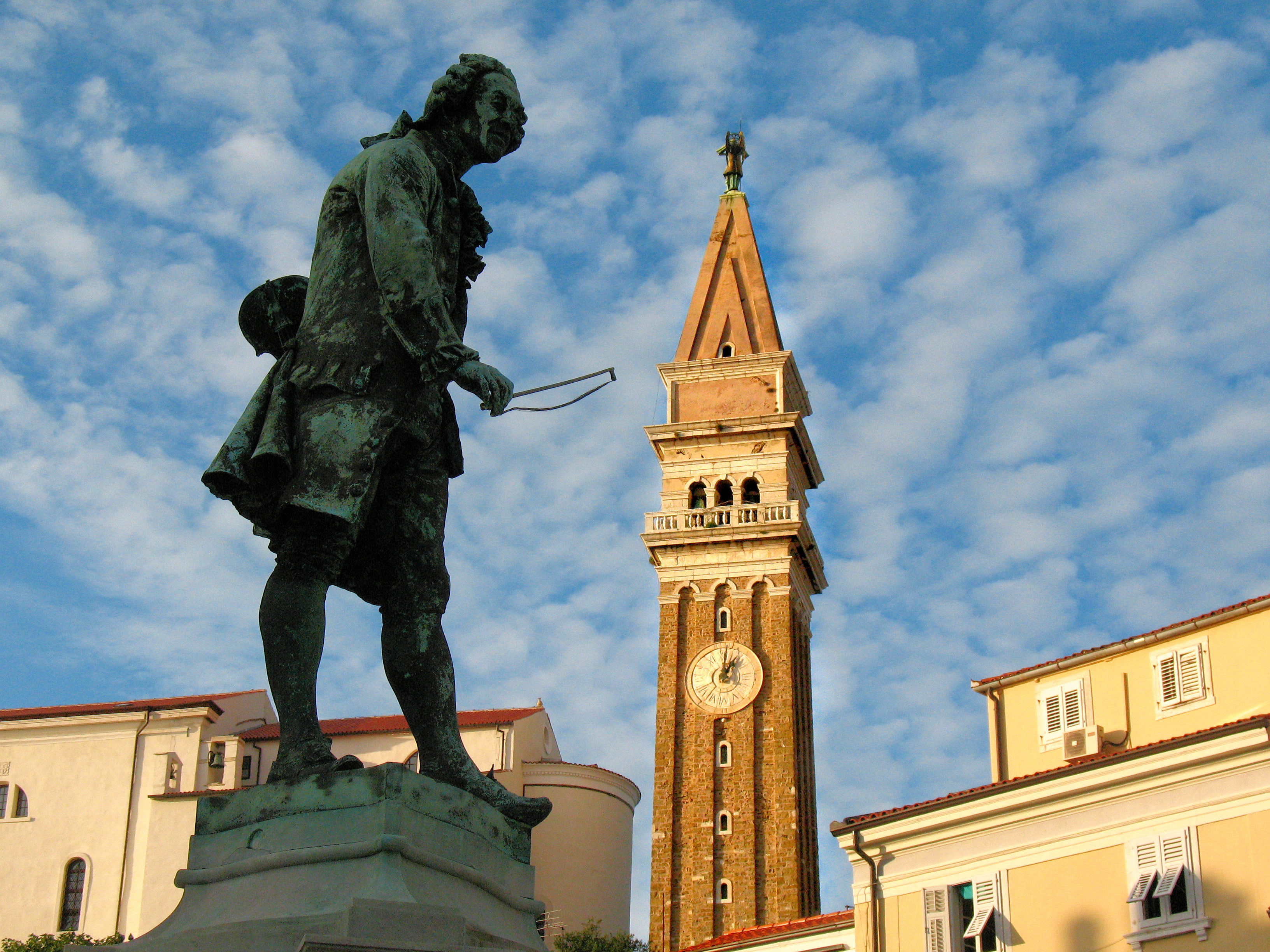
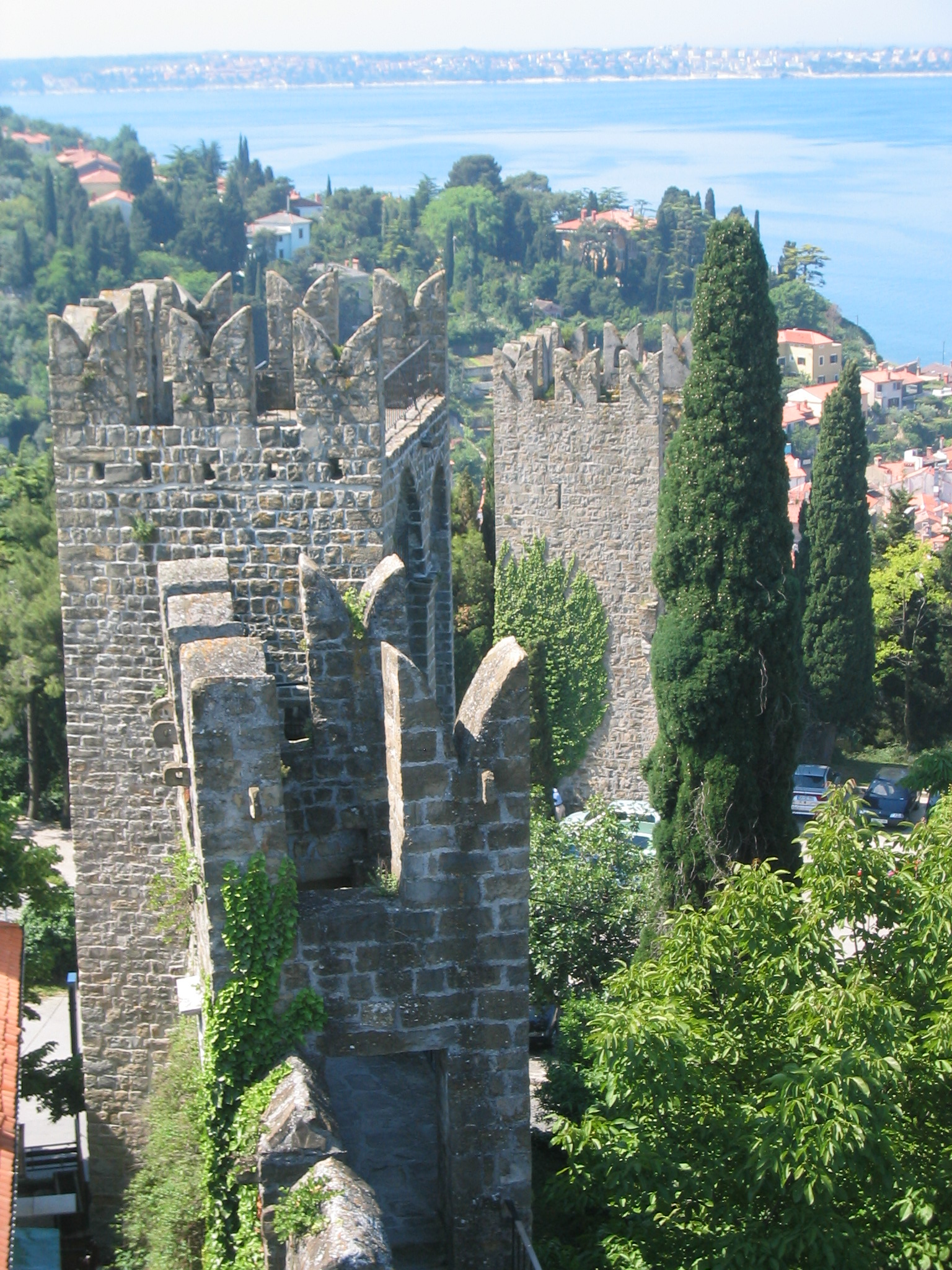
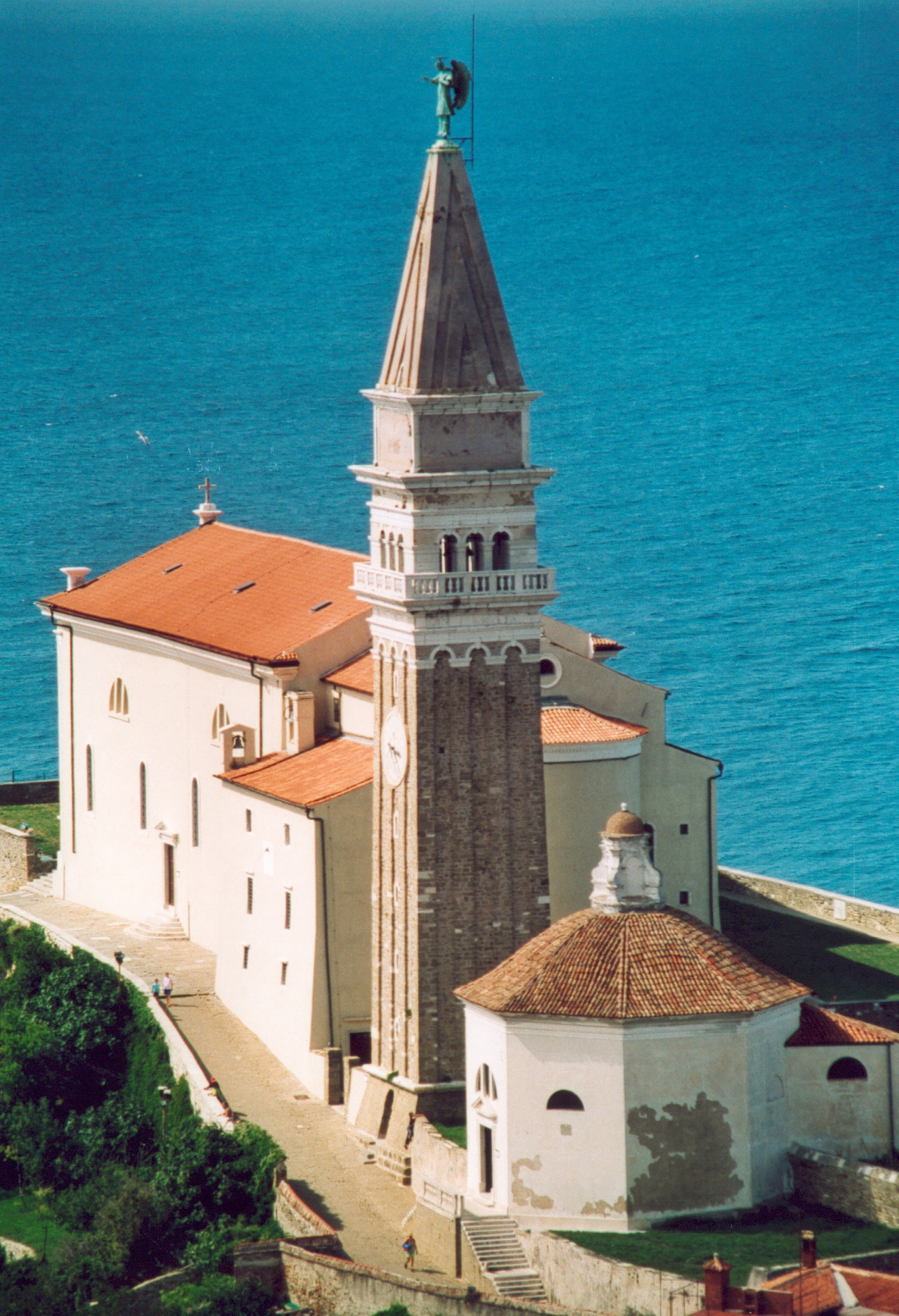
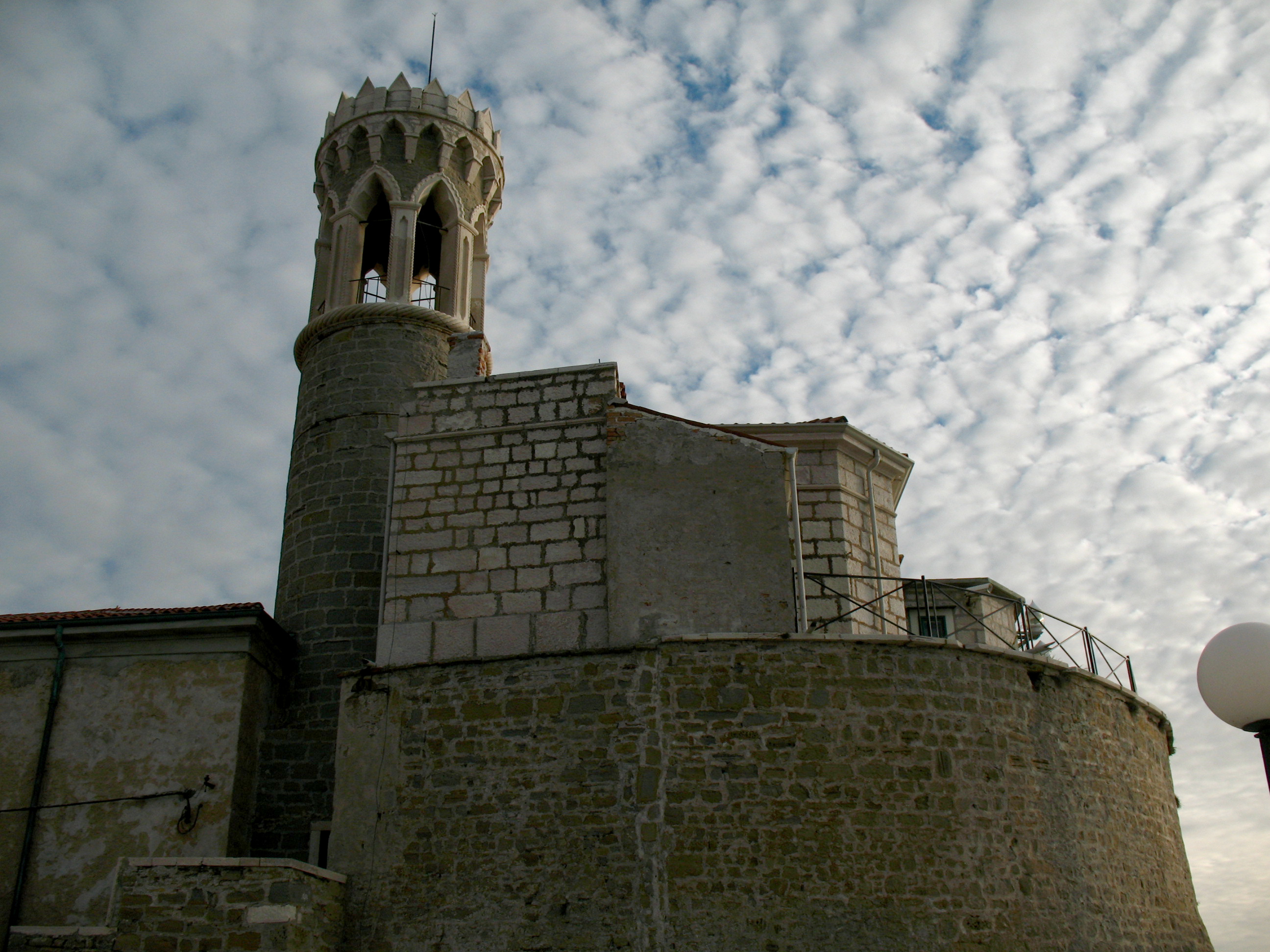
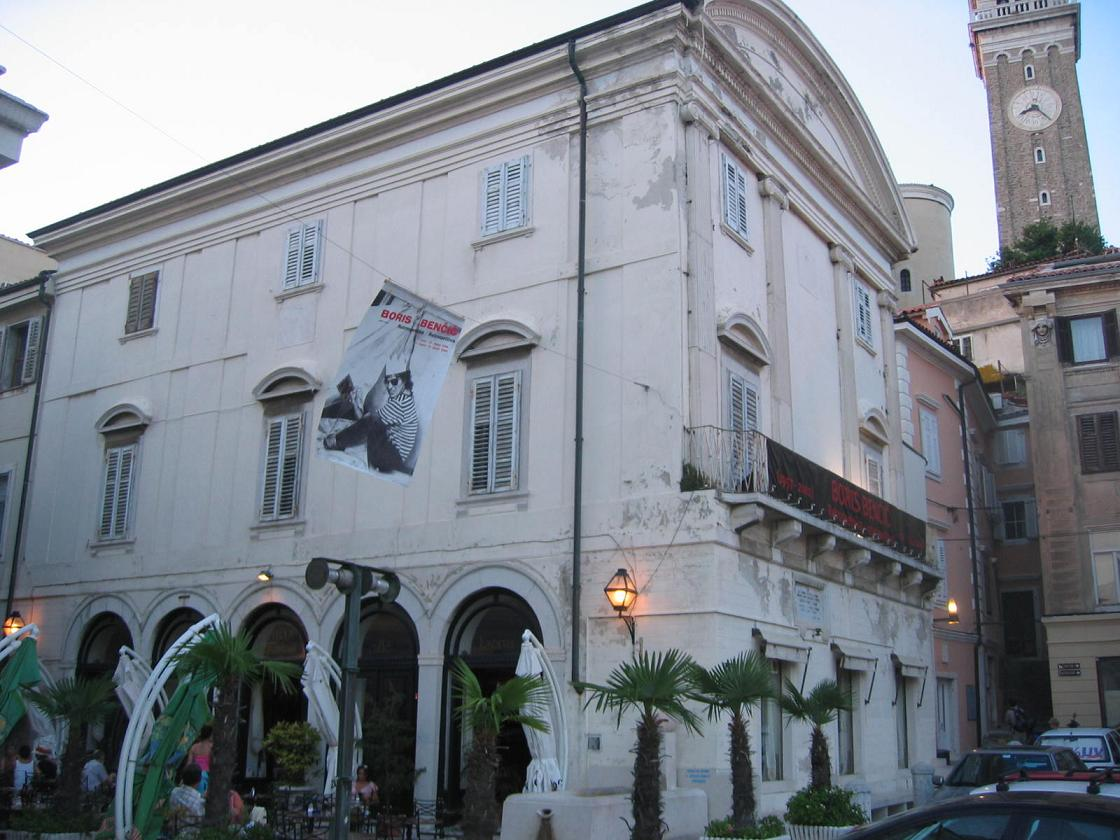
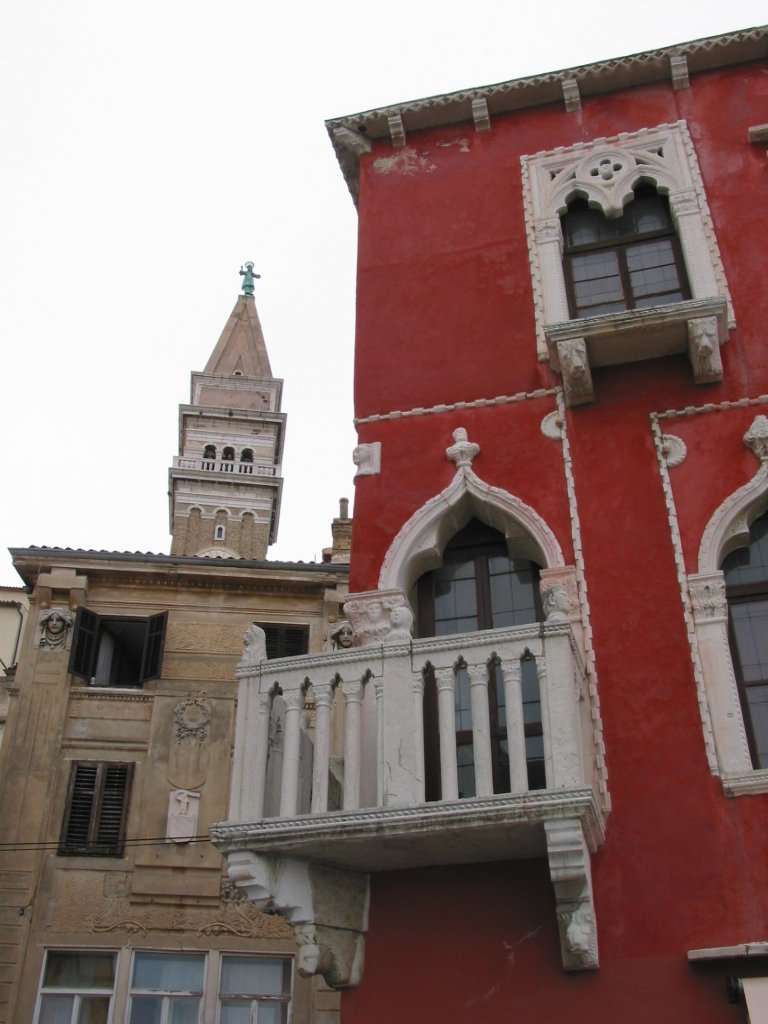
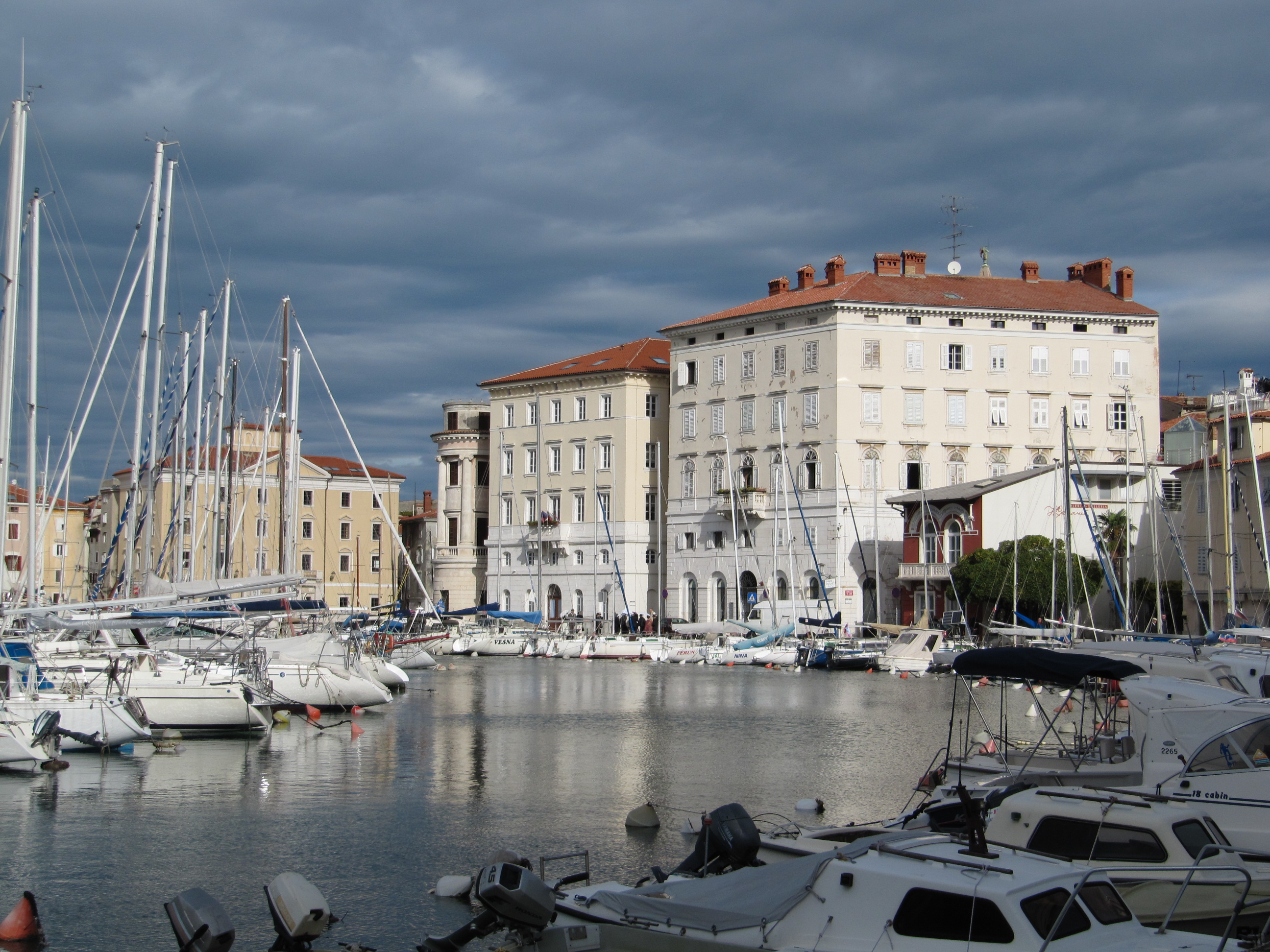
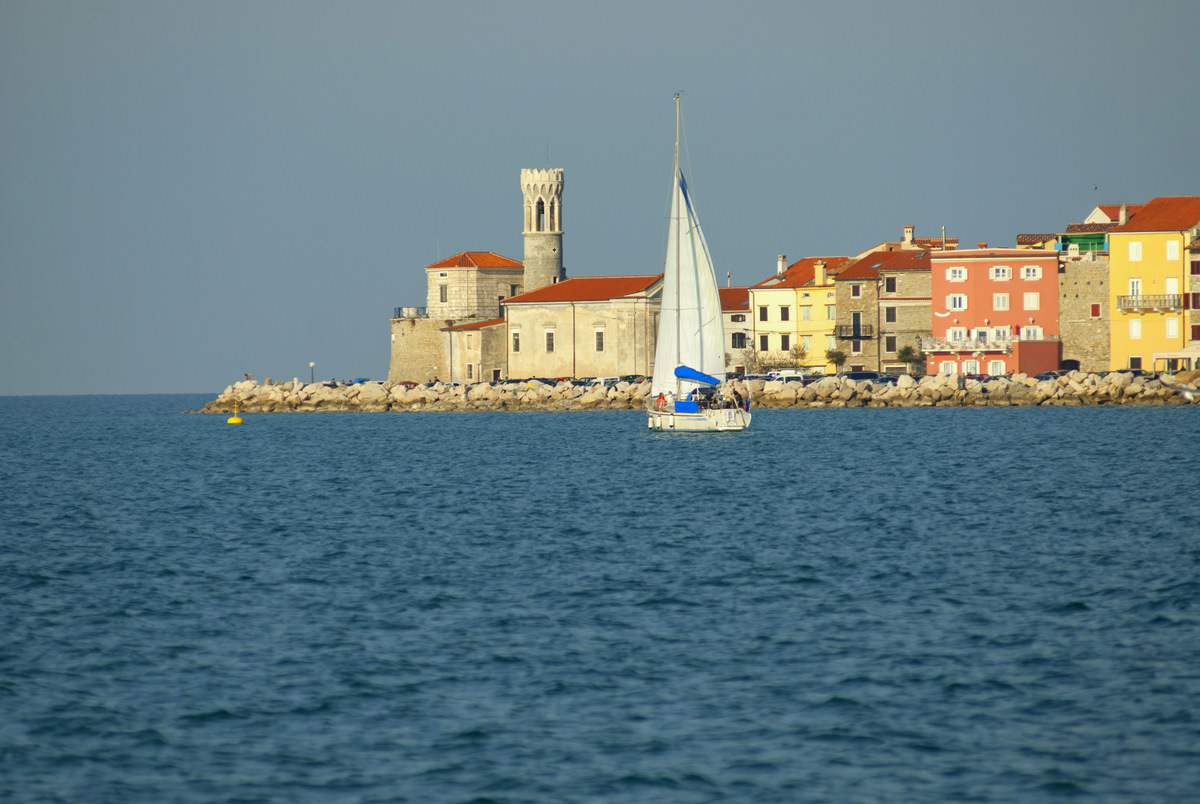
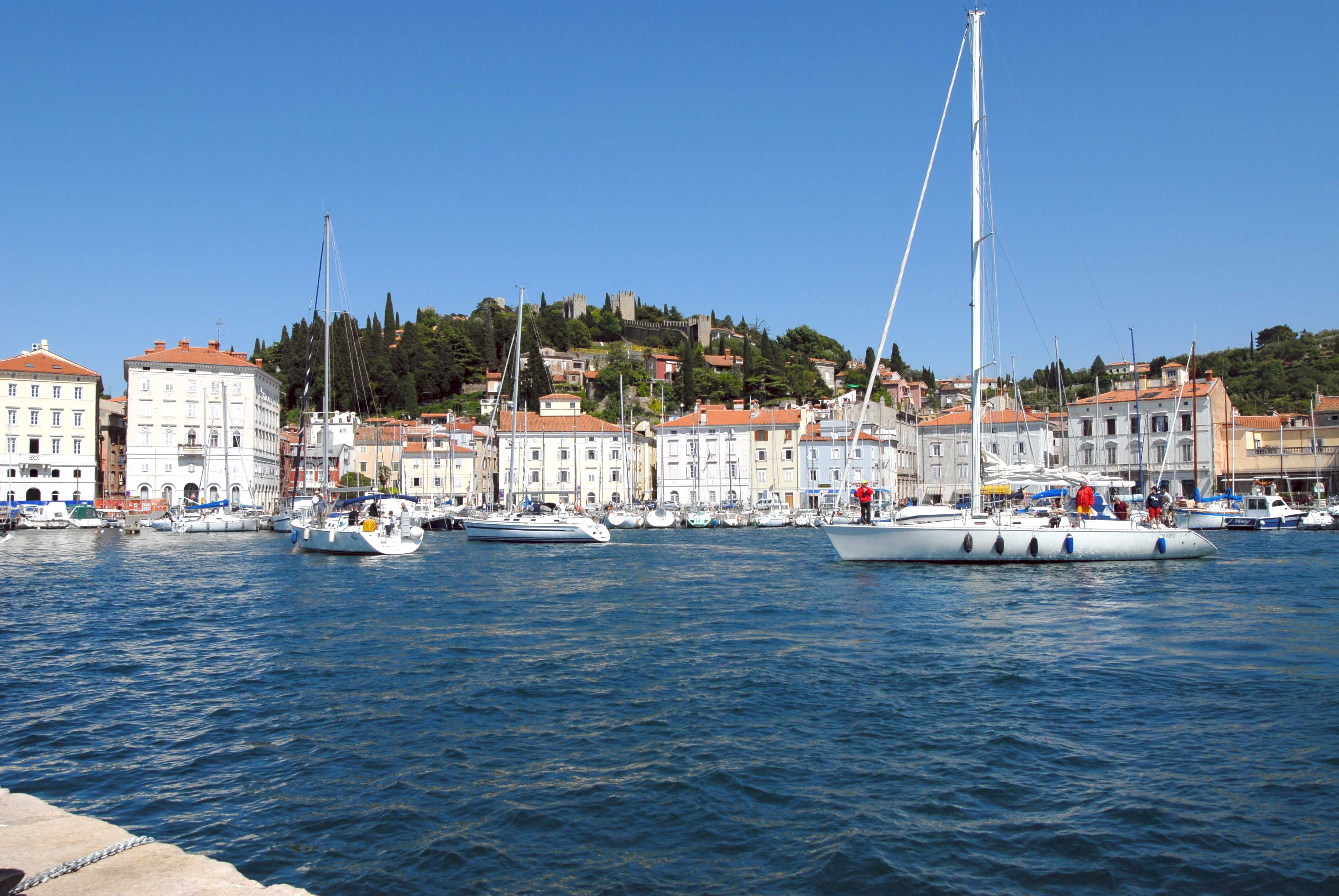
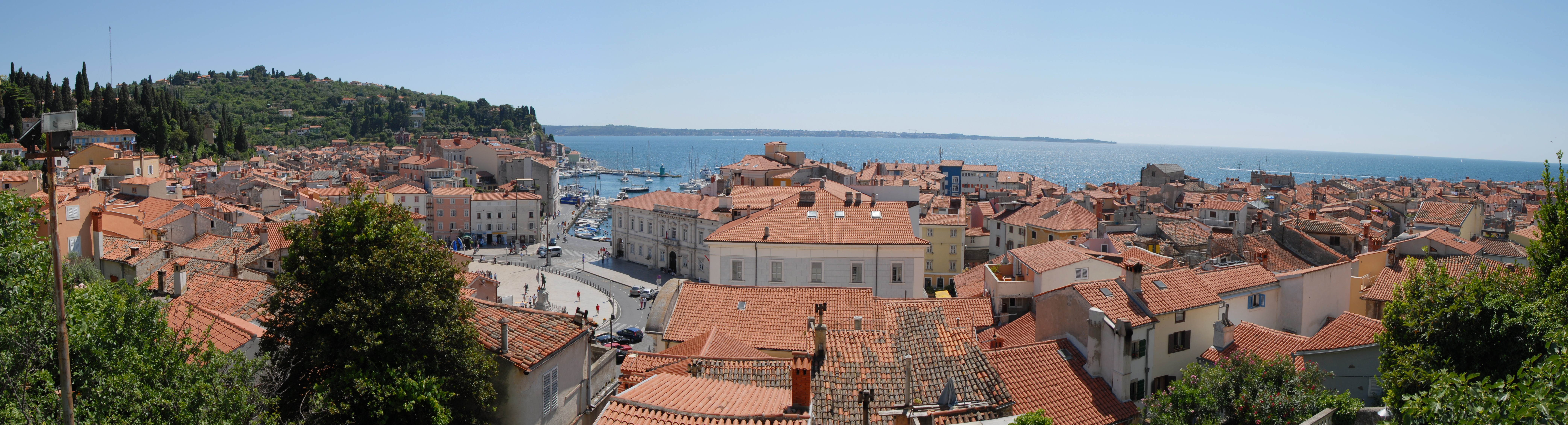
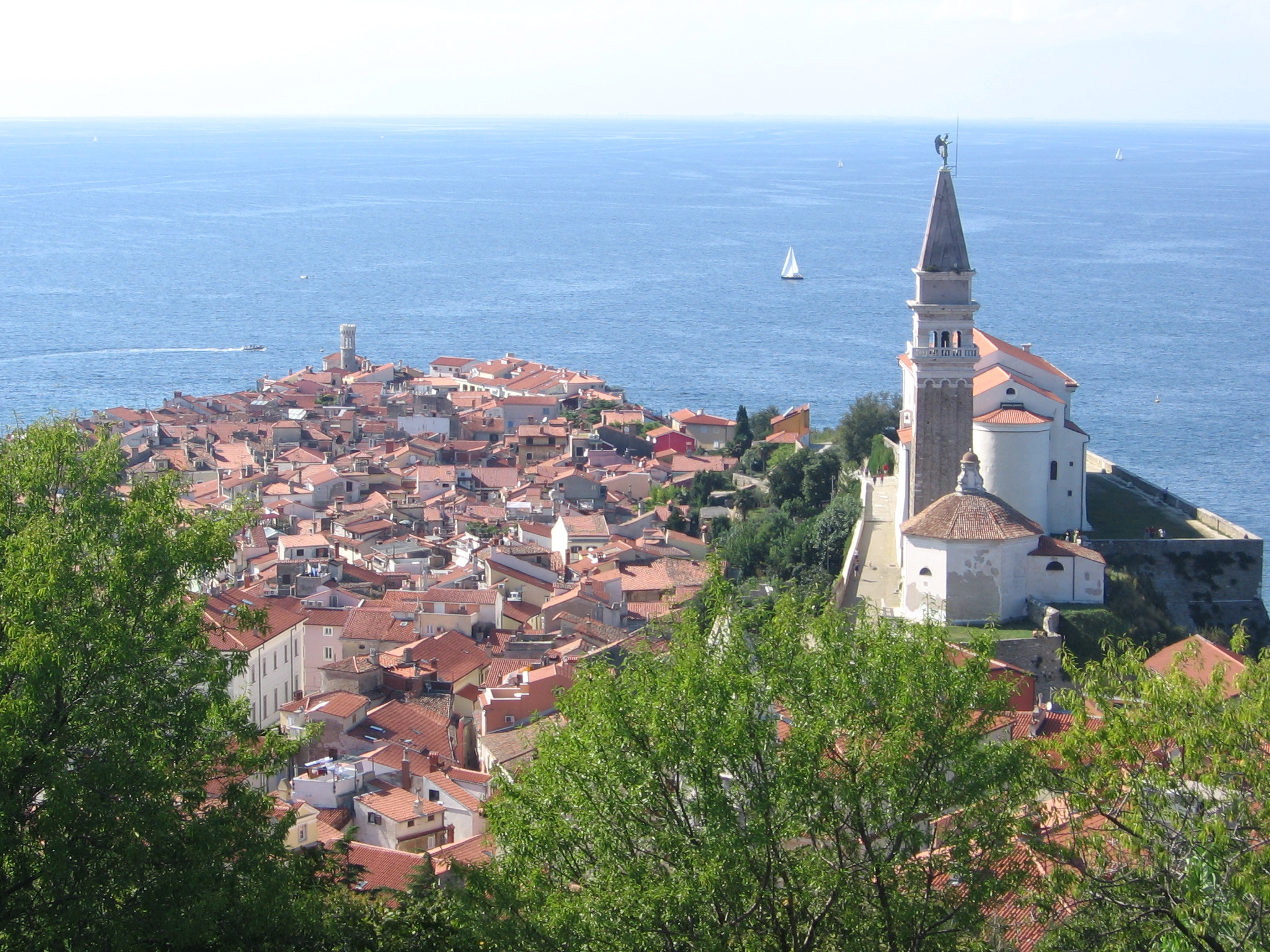
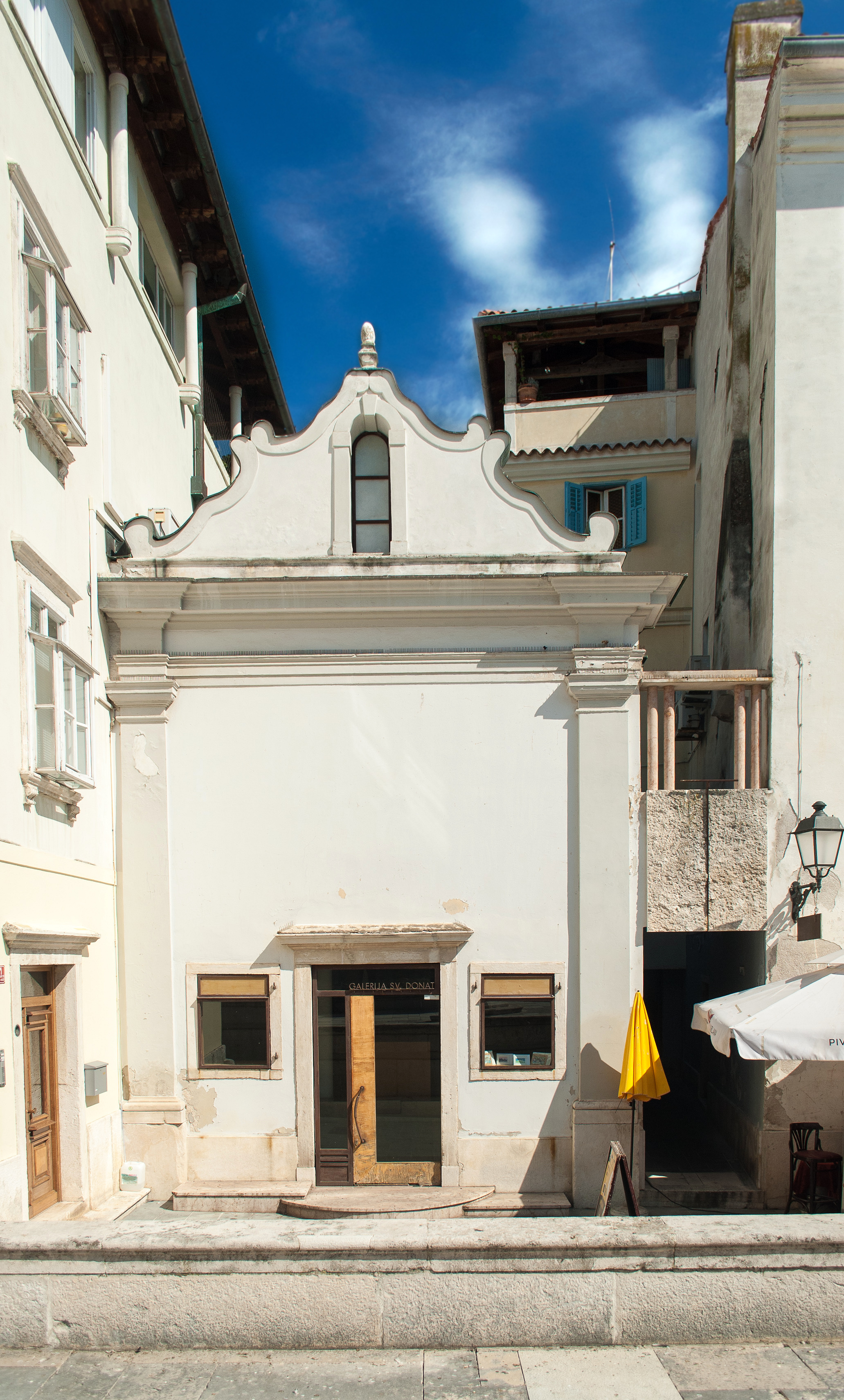
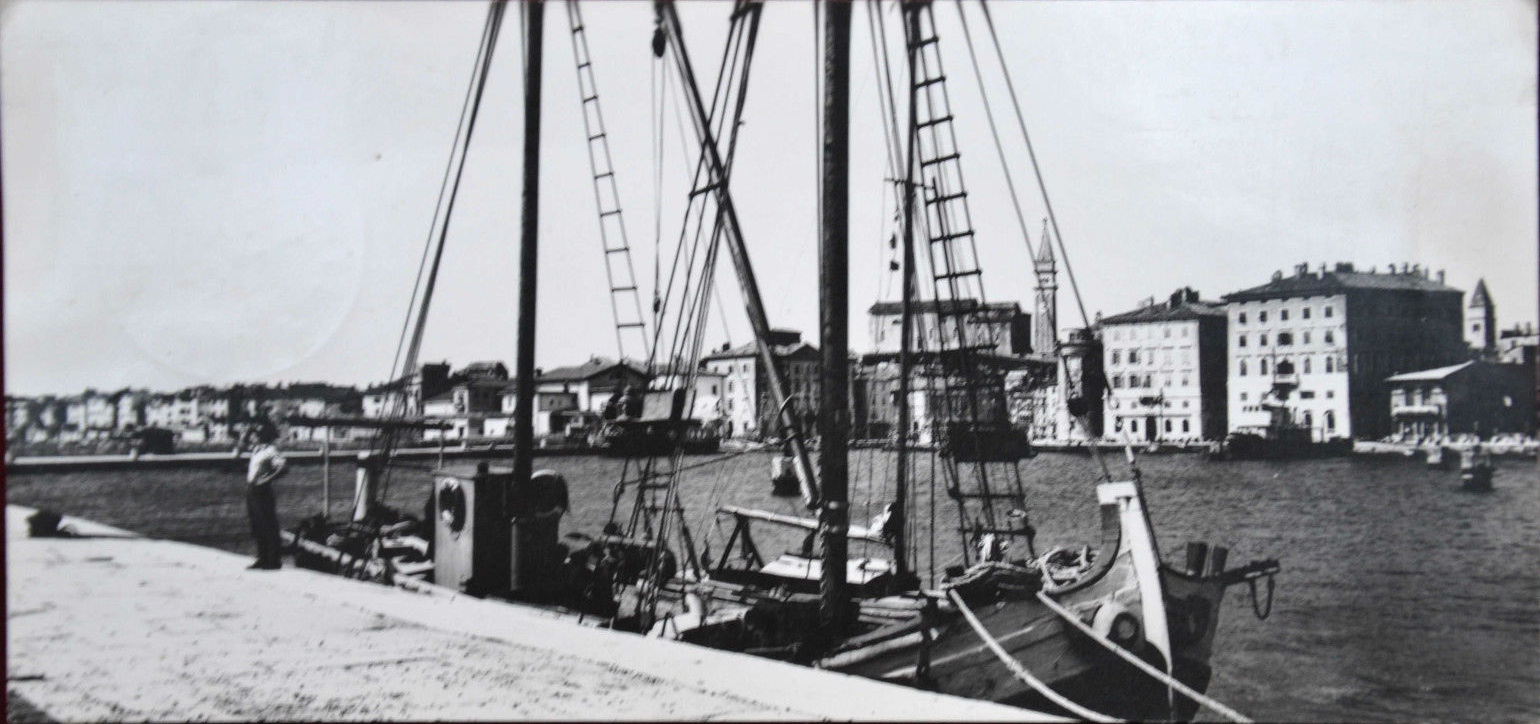